# Zonitis guerini
Zonitis guerini là một loài bọ cánh cứng trong họ Meloidae. Loài này được Montrouz miêu tả khoa học năm 1860.